# ناتال
ناتال (به پرتغالی: Natal) مرکز و بزرگترین شهر ایالت ریو گرانده شمالی در شمال شرقی کشور برزیل است.
این شهر در سال ۲۰۰۹ میلادی ۹۵۰٬۸۲۰ نفر (۱٬۳۶۳٬۵۴۷ به همراه حومه) جمعیت داشته است.

## شهرهای خواهرخوانده
- بیت‌لحم, حکومت خودگردان فلسطین[۳]
- کوردوبا، آرژانتین, آرژانتین
- پورتو الگره, برزیل
- ریو د ژانیرو, برزیل
- سالوادور, برزیل

## نگارخانه

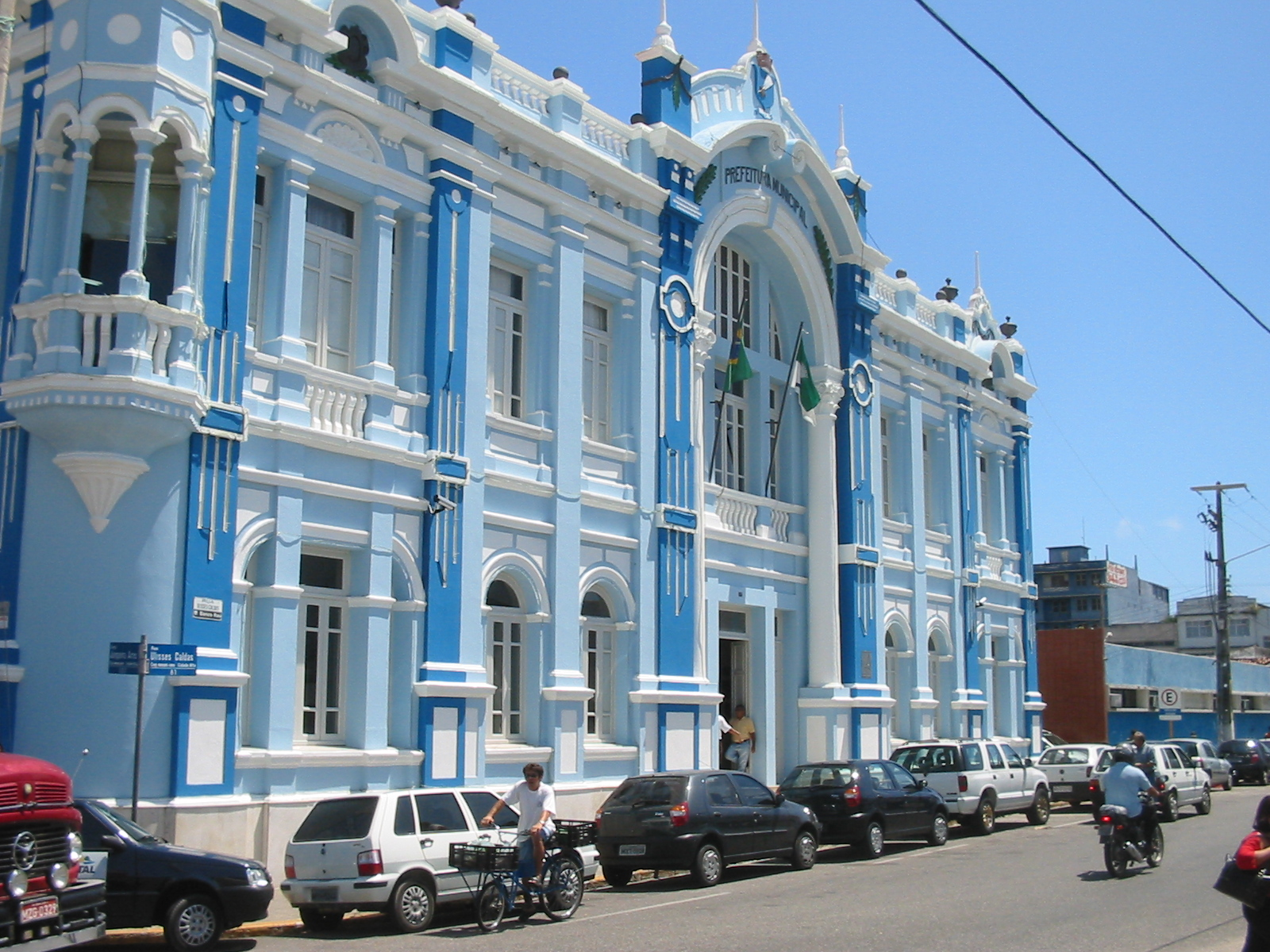
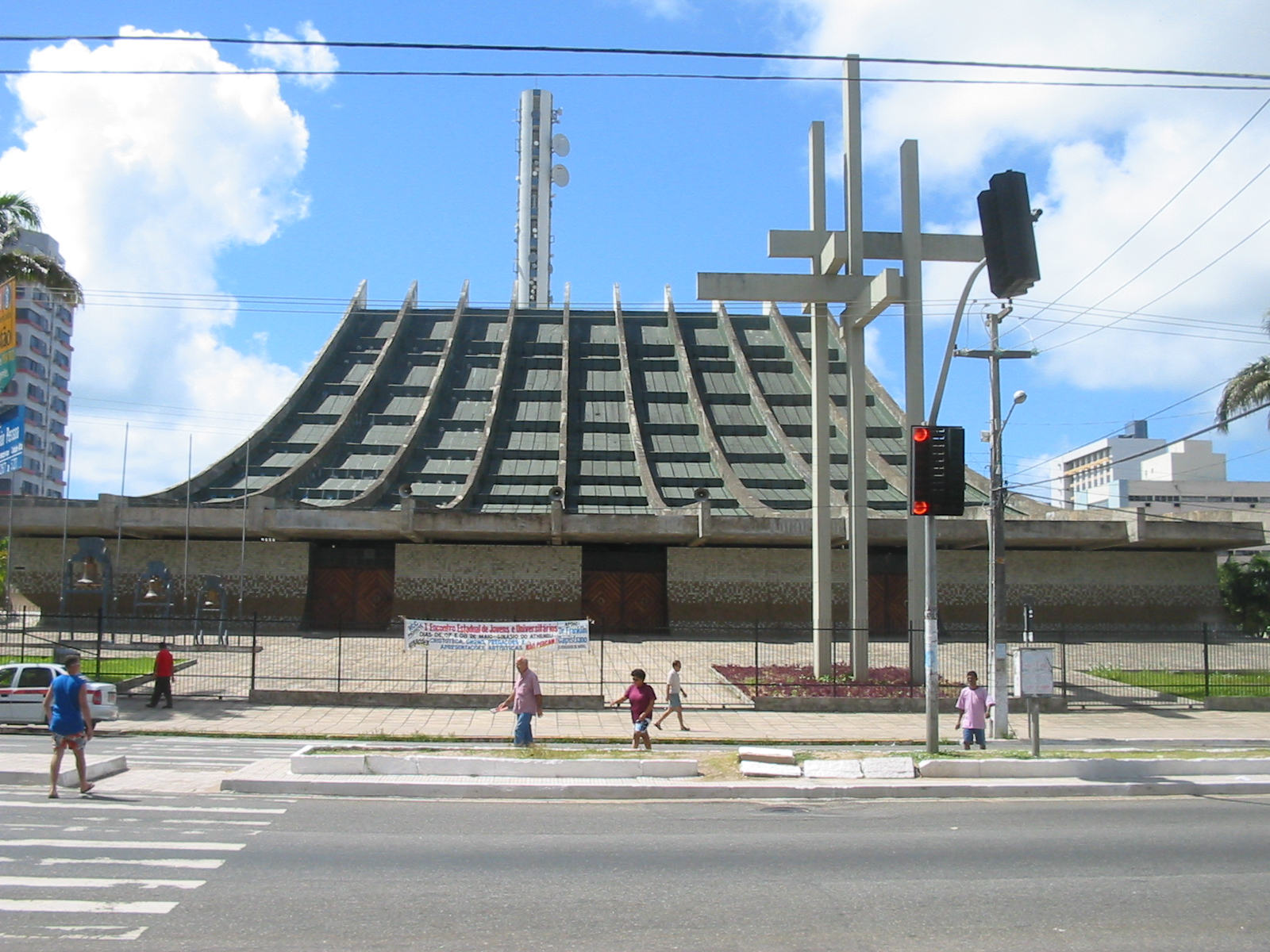
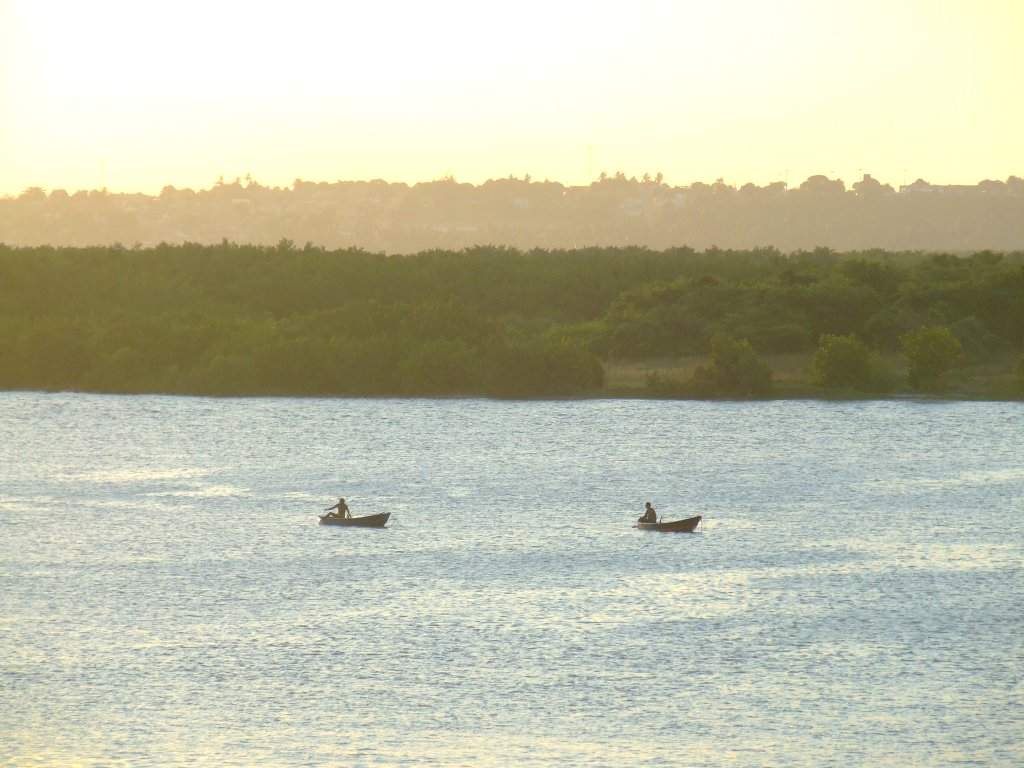
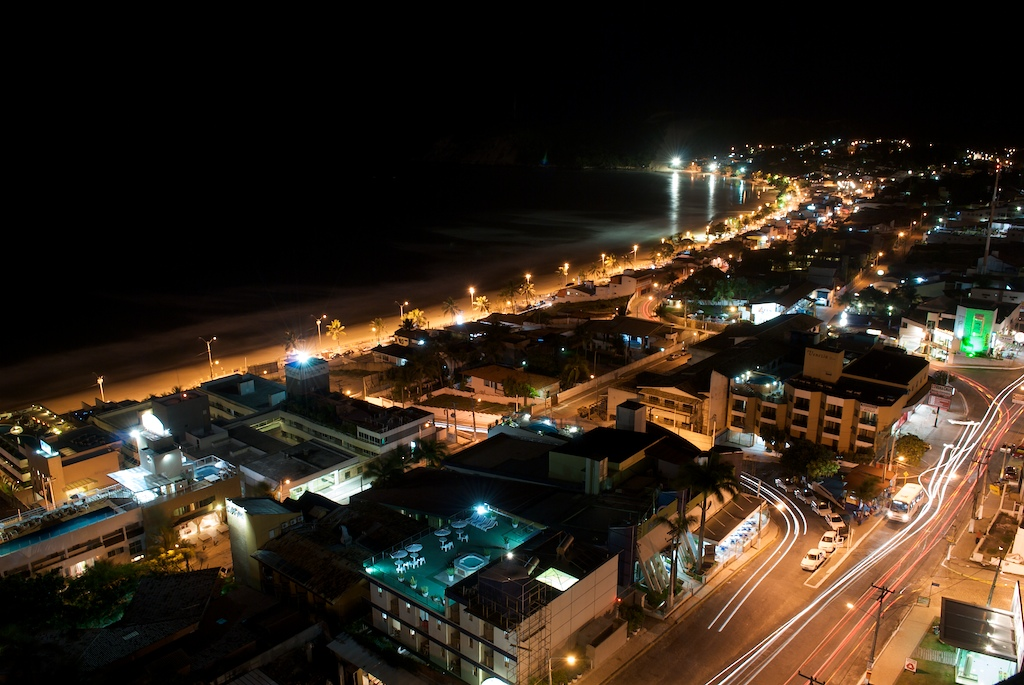
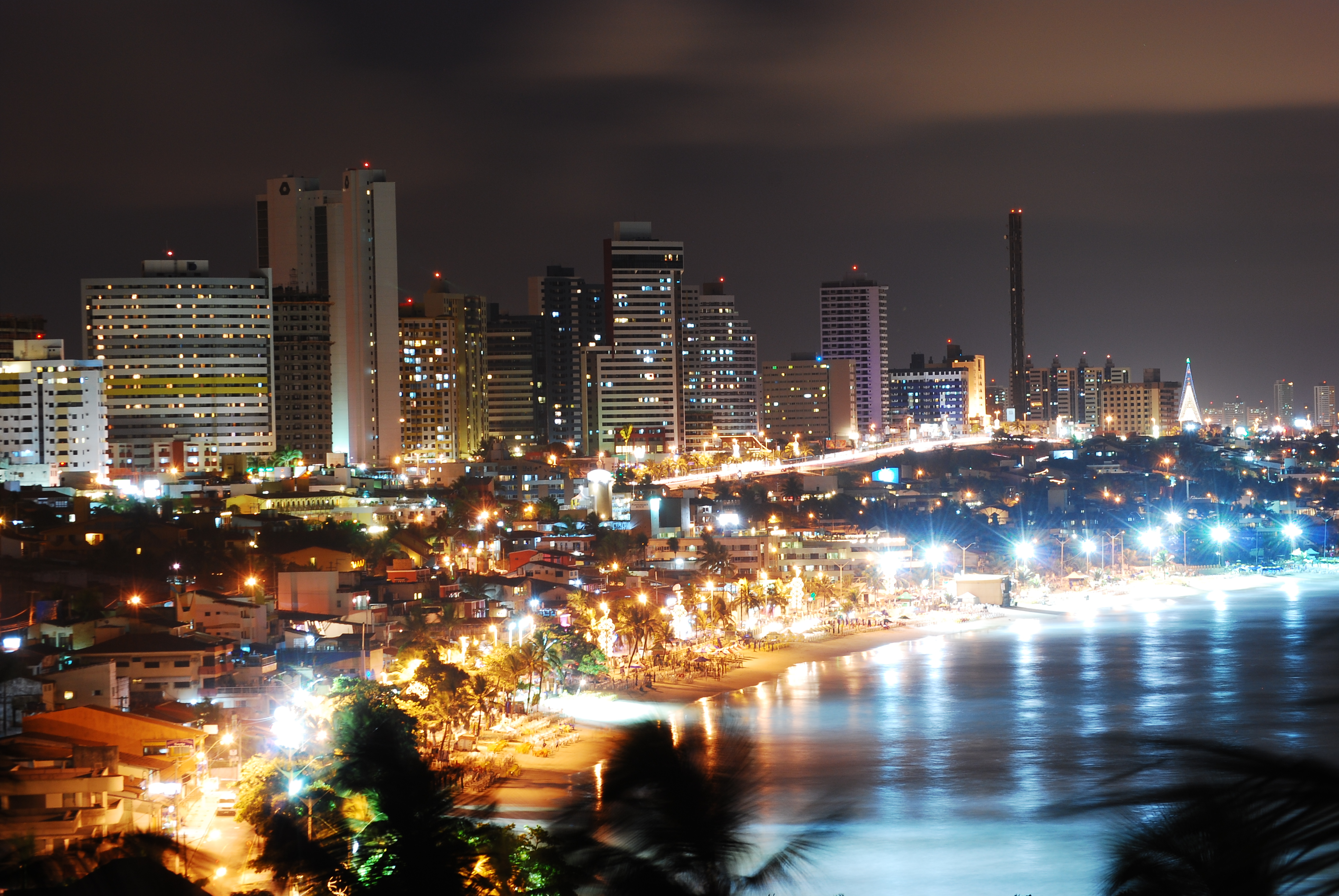